# Strukturreformen
Strukturreformen var en reform af Danmarks administrative struktur, der som hovedpunkter sammenlagde 271 kommuner til 98 og erstattede 13 amtskommuner med 5 regioner. Desuden blev 14 statsamter og Københavns Overpræsidium erstattet af 5 statsforvaltninger (fra 2013 een statsforvaltning; nedlagt fra 1. april 2019), Hovedstadens Udviklingsråd (HUR) og Hovedstadens Sygehusfællesskab (H:S) blev nedlagt, og en række andre strukturer (se nedenfor) blev ændret.
Betænkningen blev offentliggjort den 9. januar 2004. Betænkningen med forskellige forslag - bl.a. at staten overtog driften af hospitaler og med total afskaffelse af amter eller regioner - blev fremlagt den 14. januar 2004 i Vingstedcentret i Egtved Kommune med tilstedeværelse af næsten 1.000 politikere, embedsmænd, forvaltningsforskere og over 100 journalister. Der var flertal, efter Dansk Folkeparti gav sin støtte til regeringens reform den 24. juni 2004 i Strukturaftalen. 
Strukturreformen blev vedtaget af Folketinget den 16. juni 2005 og trådte i kraft den 26. juni 2005 med det første valg til de nye kommuner og regioner 15. november 2005.
Antallet af kommuner var umiddelbart før reformen blevet reduceret fra 275 til 271, da de 5 bornholmske kommuner og Bornholms Amtskommune efter en folkeafstemning tirsdag den 29. maj 2001 blev sammenlagt fra 1. januar 2003. Dette reducerede også antallet af amtskommuner til 13. Ærø Kommune indgik i strukturreformen og blev dannet 1. januar 2006 ved sammenlægning af 2 kommuner, så der var 270 kommuner, heraf de sammenlagte 2 og de ikke sammenlagte 268. 1. januar 2007 blev 238 kommuner sammenlagt til 66 nye kommuner, og 13 amtskommuner samt 3 kommuner (Bornholm, Frederiksberg og København) med amtsopgaver til 5 regioner. Derudover forblev 30 kommuner selvstændige efter 1. januar 2007 og blev således ikke sammenlagt med andre kommuner hverken umiddelbart før eller efter 1 januar 2007. Lolland og Sønderborg kommune består af syv (7) gamle kommuner hver, hvilket er det højeste blandt de nydannede kommuner. Ertholmene indgik ikke i reformen, men administreres fortsat af Forsvarsministeriet.
Strukturreformen erstattede den struktur med kommuner og amtskommuner, der blev indført med Kommunalreformen i 1970 (se også Kommunalreform om tidligere kommunalreformer i Danmark). En oversigt over både den gamle og den nye struktur kan ses på siden om Danmarks kommuner. De sammenlagte kommuner opbyggedes i 2006 af et sammenlægningsudvalg, der bestod af den kommunalbestyrelse der var valgt ved kommunalvalget i november 2005. I disse kommuner var valgperioden for de gamle kommunalbestyrelser forlænget med et år, så den gamle struktur kunne fungere, mens den nye blev bygget op.

## Baggrund
I april 2004 fremlagde regeringen (Venstre og Det Konservative Folkeparti) sit udspil til en reform af den offentlige sektors struktur: ”Det nye Danmark – en enkel offentlig sektor tæt på borgeren”. Dette udspil havde sit afsæt i Strukturkommissionens betænkning. Strukturkommissionen havde offentliggjort betænkningen den 9. januar 2004. Betænkningen med forskellige anbefalinger/forslag til fremtidigt antal regioner/regionale administrative niveauer - eller ingen, da staten kunne overtage administrationen af hospitaler - og kommuner blev fremlagt ved et møde for 900 politikere, embedsmænd, forvaltningsforskere og interesseorganisationer samt 150 journalister den 14. januar 2004 i Vingstedcentret i daværende Egtved Kommune ved Vejle. Udspillet dannede efterfølgende grundlag for forhandlinger mellem regeringen og Folketingets øvrige partier. Forhandlingerne resulterede 24. juni 2004 i Strukturaftalen, en aftale om en reform mellem regeringen og Dansk Folkeparti. Strukturaftalen var trestrenget og indeholdt dels kriterier for en ny (geografisk) inddeling af kommuner og regioner, dels en ny fordeling af opgaverne mellem kommuner, regioner og staten og endelig en finansierings- og udligningsreform.
På baggrund af strukturaftalen blev der i løbet af efteråret 2004 udarbejdet 50 lovforslag. Lovpakken blev sendt i høring den 1. december 2004. Lovpakken blev fremsat i Folketinget den 24. februar 2005 og blev behandlet i Folketinget henover foråret 2005, hvorefter de endelige afstemninger fandt sted medio juni. Ved de endelige afstemninger fik godt halvdelen af lovforslagene ud over regeringspartierne Venstre og Det Konservative Folkeparti samt Dansk Folkeparti tilslutning fra flere af Folketingets øvrige partier. Strukturreformen blev endeligt godkendt af partierne i Folketinget den 16. juni 2005 og trådte i kraft den 26. juni 2005 efter offentliggørelse i Lovtidende. En ministeriel bekendtgørelse, som blev undertegnet den 29. juni 2005 af indenrigs- og sundhedsminister Lars Løkke Rasmussen, trådte i kraft den 1. juli 2005.

## Konsekvensændringer
Amterne er ikke den eneste struktur, der er baseret på kommunerne. Andre strukturer er politikredse, retskredse, valgkredse og provstier. Som eksempel kan man bruge Brædstrup Kommune (i dag Horsens Kommune, Voerladegård dog i Skanderborg Kommune), der indgik i flg. fem strukturer:
- Vejle Amt
- Horsens Politikreds (sammen med Horsens Kommune, Juelsminde Kommune, Hedensted Kommune, Tørring-Uldum Kommune, Nørre-Snede Kommune og Gedved Kommune)
- Brædstrup Retskreds (sammen med Nørre-Snede Kommune og Tørring-Uldum Kommune)
- Opstillingskredsen Givekredsen (sammen med Egtved Kommune, Give Kommune og Nørre-Snede Kommune)
- Them-Nørre Snede-Brædstrup Provsti (sammen med Them Kommune og Nørre-Snede Kommune)

Alle disse blev derfor ændret som en konsekvens af Strukturreformen.

## Kommunerne gennem tiderne
Kommunernes antal og indbyggertal har varieret en del gennem tiderne. I 1965 var der flest, nemlig 1345. Der var 277 kommuner i Danmark fra 1. april 1970 til og med 31. marts 1974, dagen før Sengeløse kommune, som var blevet oprettet 1. april 1970, blev en del af Høje-Taastrup Kommune og Store Magleby Sogn og Dragør Sogn blev til Dragør Kommune. Fra 1. april 1974 til og med 31. december 2002 var der 275 kommuner i Danmark, derefter 271 kommuner til og med 31. december 2005 (Bornholm var blevet éen kommune), og 270 kommuner (Ærø var blevet éen kommune) til og med 31. december 2006. Udover disse to nye kommuner forblev 30 kommuner selvstændige efter 1. januar 2007. 1. april 1972 blev mange kommunegrænser justeret i mindre omfang, så arealer blev overtaget af andre kommuner. 1. april var ikrafttrædelsesdatoen, fordi statens og den offentlige sektors finansår før 1. januar 1979 begyndte 1. april (og sluttede 31. marts). 1976 vedtog Folketinget loven, hvor finansåret blev sammenfaldende med kalenderåret (1. januar til 31. december), gældende fra 1. januar 1979.
| Kommunerne fordelt efter indbyggertal | Kommunerne fordelt efter indbyggertal | Kommunerne fordelt efter indbyggertal | Kommunerne fordelt efter indbyggertal |
| Indbyggertal                          | Antal kommuner                        | Antal kommuner                        | Antal kommuner                        |
| Indbyggertal                          | før 1. april 1970                     | fra 1. april 1974                     | fra 1. januar 2007                    |
| ------------------------------------- | ------------------------------------- | ------------------------------------- | ------------------------------------- |
| 150.000 -                             | 1                                     | 4                                     | 4                                     |
| 100.000 - 150.000                     | 3                                     | 1                                     | 2                                     |
| 40.000 - 100.000                      | 10                                    | 18                                    | 50                                    |
| 20.000 - 40.000                       | 22                                    | 25                                    | 35                                    |
| 15.000 - 20.000                       | 13                                    | 24                                    | 0                                     |
| 10.000 - 15.000                       | 22                                    | 41                                    | 3                                     |
| 3.000 - 10.000                        | 206                                   | 160                                   | 3                                     |
| 0 - 3.000                             | 821                                   | 2                                     | 1                                     |
| I alt                                 | 1.098                                 | 275                                   | 98                                    |

## De nye kommuner og regioner
De 98 nye kommuner "gik i luften" den 1. januar 2007. De skal fremover fungere som "indgangen til det offentlige". Hvis man er i tvivl om, hvor en bestemt offentlig serviceydelse hører til efter kommunalreformen, kan man henvende sig til sin kommune.

### Region Hovedstaden
Region Hovedstaden har sin forvaltning i Hillerød, og består af 29 nye kommuner. Den omfatter de gamle amter Frederiksborg og København, og kommunerne Bornholm, Frederiksberg og København (de sidstnævnte 3 fungerede både som kommuner og amtskommuner, men deres status som amtskommuner bortfaldt efter reformen).
| Region Hovedstaden (1.645.825 indbyggere)                      | Region Hovedstaden (1.645.825 indbyggere) | Region Hovedstaden (1.645.825 indbyggere) |
| Tidligere                                                      | Ny kommune                                | Bemærkninger |
| -------------------------------------------------------------- | ----------------------------------------- | --- |
| Albertslund                                                    | Albertslund                               | |
| Allerød                                                        | Allerød                                   | Allerød søgte først samarbejde med Birkerød Kommune, med da disse foretrak samarbejde med Søllerød Kommune, overvejedes det at søge en sammenlægning med Hillerød Kommune. Kommunens borgere bestemte imidlertid ved en folkeafstemning 18. november 2004 at forblive selvstændig. |
| Ballerup                                                       | Ballerup                                  | |
| Bornholm                                                       | Bornholm                                  | Øen Bornholm bestod oprindeligt af fem kommuner og en amtskommune, men de blev efter folkeafstemning tirsdag den 29. maj 2001 med 20.579 stemmer (73,97%) for og 7.242 (26,03%) imod sammenlægning, lagt sammen 1. januar 2003 fire år før Kommunalreformen. Ved sammenlægningen fik den nye kommune særstatus som tillige værende amtskommune, men denne særstatus bortfaldt ved Kommunalreformen, hvor den blev en del af Region Hovedstaden. Pga. sin fjerne beliggenhed løses dog flere opgaver, som i resten af Danmark hører under regionerne, af kommunen selv. Bornholm er f.eks. sin egen beskæftigelsesregion og har sit eget trafikselskab, BAT. Derfor hedder kommunen en regionskommune: den udgør på mange områder sin egen region. |
| Brøndby                                                        | Brøndby                                   | |
| Dragør                                                         | Dragør                                    | Øsamarbejdsaftale med Tårnby. |
| Ledøje-Smørum, Stenløse, Ølstykke                              | Egedal                                    | |
| Fredensborg-Humlebæk, Karlebo                                  | Fredensborg                               | Opmand Thorkild Simonsen blev sat til at undersøge denne sammenlægning, da mange borgere i Fredensborg-Humlebæk var dybt utilfredse, og det var på tale at dele Fredensborg-Humlebæk, så Humlebæk var kommet til Helsingør, mens Fredensborg skulle have været indlemmet i Hillerød Kommune. Det blev også overvejet at inddrage Hørsholm i fusionen. Den 21. april 2005 konkluderede opmanden imidlertid, at fusionen skulle finde sted uden ændringer. |
| Frederiksberg                                                  | Frederiksberg                             | Særstatus som tillige værende amtskommune bortfalder. |
| Frederikssund, Jægerspris, Skibby, Slangerup (undtagen Uvelse) | Frederikssund                             | Uvelse Valgdistrikt havde med 56,9% stemt for sammenslutning med Hillerød i stedet, men Slangerup Kommune krævede mindst 60%, og det blev derfor afvist. Forligspartierne krævede imidlertid en ny afstemning med almindelige flertalsregler; denne afstemning fandt sted den 26. april 2005, og den faldt igen ud til fordel for Hillerød med 54,6% af stemmerne. |
| Farum, Værløse                                                 | Furesø                                    | Ingen kommuner ønskede at gå sammen med Farum kommune pga. Farum-sagen og Farums dårlige økonomi, men både Værløse og Farum var for små til at fortsætte alene, så de blev tvunget sammen af forligspartierne, dog med økonomisk kompensation. |
| Gentofte                                                       | Gentofte                                  | |
| Gladsaxe                                                       | Gladsaxe                                  | |
| Glostrup                                                       | Glostrup                                  | |
| Græsted-Gilleleje, Helsinge                                    | Gribskov                                  | |
| Frederiksværk, Hundested                                       | Halsnæs                                   | Hed oprindeligt Frederiksværk-Hundested Kommune. Ved en folkeafstemning i maj 2007 blev det vedtaget at navnet skulle være Halsnæs Kommune. Afstemningen var vejledende, men kommunalbestyrelsen ændrede navnet med virkning fra 1. januar 2008. Forkastede navneforslag var Arresødal Kommune, Frederiksværk Kommune og Frederiksværk-Hundested Kommune. |
| Helsingør                                                      | Helsingør                                 | Problemerne omkring Fredensborg-Humlebæk/Karlebo kunne have haft konsekvenser for kommunen, men dette skete ikke. |
| Herlev                                                         | Herlev                                    | |
| Hillerød, Skævinge, Uvelse Valgdistrikt                        | Hillerød                                  | Uvelse Valgdistrikt havde med 56,9% stemt for sammenslutning med Hillerød i stedet, men Slangerup Kommune krævede mindst 60%, og det blev derfor afvist. Forligspartierne krævede imidlertid en ny afstemning med almindelige flertalsregler; denne afstemning fandt sted den 26. april 2005, og den faldt igen ud til fordel for Hillerød med 54,6% af stemmerne. Endvidere kunne problemerne omkring Fredensborg-Humlebæk/Karlebo have haft konsekvenser for kommunedannelsen, men dette skete ikke. |
| Hvidovre                                                       | Hvidovre                                  | |
| Høje-Taastrup                                                  | Høje-Taastrup                             | |
| Hørsholm                                                       | Hørsholm                                  | Problemerne omkring Fredensborg-Humlebæk/Karlebo kunne have haft konsekvenser for kommunen, men dette skete ikke. |
| Ishøj                                                          | Ishøj                                     | Store partner i en øsamarbejdsaftale med Vallensbæk |
| København                                                      | København                                 | Særstatus som tillige værende amtskommune bortfalder. |
| Lyngby-Taarbæk                                                 | Lyngby-Taarbæk                            | |
| Birkerød, Søllerød                                             | Rudersdal                                 | Birkerøds borgmester blev i tvivl om de økonomiske fordele ved sammenlægningen i foråret 2005 og Birkerød Byråd udskrev derfor en folkeafstemning om sammenlægningen der blev afholdt d. 12. april 2005. 8.075 stemte og 50,65% stemte for, hvorefter man fortsatte arbejdet med sammenlægningen. |
| Rødovre                                                        | Rødovre                                   | |
| Tårnby                                                         | Tårnby                                    | Store partner i en øsamarbejdsaftale med Dragør |
| Vallensbæk                                                     | Vallensbæk                                | Øsamarbejdsaftale med Ishøj |

### Region Midtjylland
Region Midtjylland har sin forvaltning i Viborg, og består af 19 nye kommuner. Den omfatter de gamle Ringkjøbing og Århus Amter (sidstnævnte undtagen en del af Mariager Kommune), og de nordlige dele af Vejle Amt og de sydlige dele af Viborg Amt.
| Region Midtjylland (1.237.041 indbyggere) | Region Midtjylland (1.237.041 indbyggere) | Region Midtjylland (1.237.041 indbyggere) |
| Tidligere | Ny kommune                                | Bemærkninger |
| --- | ----------------------------------------- | --- |
| Hadsten, Hinnerup, Hammel, Hvorslev, og desuden Granslev, Houlbjerg, og Laurbjerg Sogne (alle tre i Langå)                                    | Favrskov                                  | Oprindeligt ønskede Hadsten, Hammel og Hinnerup ikke at invitere flere med i sammenlægningen, hvorefter Hvorslev Kommune stod alene tilbage uden sammenlægningspartner. Forligspartierne sendte opmand Thorkild Simonsen til området, der anbefalede en afstemning i Hvorslev Kommune samt i de tre sydligste sogne i Langå Kommune; denne afstemning fandt sted den 19. april 2005, og alle tre ønskede at komme med i Favrskov Kommune frem for hhv. de nye Viborg og Randers Kommuner. |
| Hedensted, Juelsminde, Tørring-Uldum (undtagen Grejs Sogn)                                                                                    | Hedensted                                 | Der afholdtes den 19. april 2005 folkeafstemning i Grejs Sogn i Tørring-Uldum Kommune en folkeafstemning, hvor hele 72% stemte for at blive sammenlagt med Ny Vejle Kommune i stedet for Ny Hedensted Kommune. |
| Aulum-Haderup, Herning, Trehøje, Aaskov | Herning                                   | Opmand Thorkild Simonsen blev sat til at vurdere, om Ikast kunne inkluderes i denne kommune efter protest fra borgergrupper, der ønskede en sammenlægning af Ikast med Herning Kommune; den 21. april 2005 rapporterede opmanden imidlertid, at problemerne med denne løsning var større end fordelene. |
| Holstebro, Ulfborg-Vemb, Vinderup | Holstebro                                 | Forligspartierne stillede krav om en afstemning i Mogenstrup i Vinderup Kommune, men borgerne dér valgte Holstebro frem for Skive. |
| Brædstrup (undtagen Voerladegård Sogn), Gedved, Horsens                                                                                       | Horsens                                   | Forligspartierne krævede, at der skulle afholdes folkeafstemning i både Sønder Vissing og Voerladegård Sogne. Ved afstemningen den 20. april 2005 stemte Voerladegård sig til den nye Skanderborg Kommune med 340 til 189, mens Sønder Vissing stemte sig til Horsens med 368 til 171. Der afholdtes folkeafstemning i Klovborg Sogn den 24. maj 2005, for at afgøre, om sognet skulle følge Nørre-Snede Kommune ind i Ikast-Brande, eller i stedet indgå i Horsens. Afstemningen den 23. maj gav flertal for at følge med resten af kommunen til Ikast-Brande. |
| Brande, Ikast, Nørre-Snede | Ikast-Brande                              | Opmand Thorkild Simonsen blev sat til at vurdere denne kommunesammenlægning efter protester fra borgergrupper, der ønskede en sammenlægning af Ikast med Herning Kommune; den 21. april 2005 rapporterede han imidlertid, at problemerne med denne løsning var større end fordelene. Samme dag foreslog han også en folkeafstemning i Klovborg Sogn om at lade det gå sammen med den nye Horsens Kommune i stedet. Der afholdtes folkeafstemning i Klovborg Sogn den 24. maj 2005, for at afgøre, om sognet skulle følge Nørre-Snede ind i Ikast-Brande Kommune, eller i stedet indgå i Horsens. Afstemningen den 23. maj gav flertal for at følge med resten af kommunen til Ikast-Brande. |
| Lemvig, Thyborøn-Harboøre | Lemvig                                    | |
| Grenaa, Nørre Djurs, Rougsø, den østlige del af Sønderhald                                                                                    | Norddjurs                                 | |
| Odder | Odder                                     | Odder og Århus deles om at være den store partner i en øsamarbejdsaftale med Samsø. |
| Langå (undtagen de tre sydligste sogne), Nørhald, Purhus, Randers, og desuden den vestlige del af Sønderhald, og Havndal-området fra Mariager | Randers                                   | Forligspartierne sendte opmand Thorkild Simonsen til Hvorslev og Langå, og han anbefalede en afstemning i Hvorslev Kommune samt i de tre sydligste sogne i Langå Kommune; denne afstemning fandt sted den 19. april 2005, og alle disse ønskede at komme med i Favrskov Kommune frem for hhv. de nye Viborg og Randers Kommuner. |
| Egvad, Holmsland, Ringkøbing, Skjern, Videbæk                                                                                                 | Ringkøbing-Skjern                         | Holmsland Kommune ønskede at forblive selvstændig, men blev alligevel lagt sammen med nabokommunerne pga. indbyggertallets størrelse. |
| Samsø | Samsø                                     | Øsamarbejdsaftale med både Odder og Aarhus. |
| Gjern, Kjellerup, Silkeborg, Them | Silkeborg                                 | |
| Galten, Hørning, Ry, Skanderborg, Voerladegård Sogn (fra Brædstrup)                                                                           | Skanderborg                               | Forligspartierne krævede, at der skulle afholdes folkeafstemning i både Sønder Vissing og Voerladegård Sogne. Ved afstemningen den 20. april 2005 stemte Voerladegård sig til Skanderborg med 340 til 189, mens Sønder Vissing stemte sig til Horsens med 368 til 171. |
| Sallingsund, Skive, Spøttrup, Sundsøre | Skive                                     | Forligspartierne krævede afstemninger i Mogenstrup (fra Vinderup Kommune) og i Vestfjends (fra Fjends Kommune), men ingen af dem faldt ud til Skive Kommunes fordel. |
| Struer, Thyholm | Struer                                    | |
| Ebeltoft, Midtdjurs, Rosenholm, Rønde | Syddjurs                                  | |
| Bjerringbro, Fjends, Karup, Møldrup, Tjele, Viborg                                                                                            | Viborg                                    | Forligspartierne krævede en afstemning i Vestfjends i Fjends Kommune, men her stemte et flertal på knap 60% sig til Viborg. Også Gedsted (fra Aalestrup Kommune) stemte for at følge resten af kommunen i stedet for at gå sammen med Viborg, her med 603 stemmer mod 593. |
| Aarhus | Aarhus                                    | Aarhus og Odder deles om at være den store partner i en øsamarbejdsaftale med Samsø. |

### Region Nordjylland
Region Nordjylland har sin forvaltning i Aalborg, og består af 11 nye kommuner. Den omfatter det gamle amt Nordjylland, og nordlige dele af Viborg Amt og de dele af Mariager Kommune, som ikke kom under Region Midtjylland.
| Region Nordjylland (578.839 indbyggere) | Region Nordjylland (578.839 indbyggere) | Region Nordjylland (578.839 indbyggere) |
| Tidligere | Ny kommune                              | Bemærkninger |
| --- | --------------------------------------- | --- |
| Brønderslev, Dronninglund | Brønderslev                             | Hed oprindeligt Brønderslev-Dronninglund Kommune, men kommunalbestyrelsen forkortede navnet i januar 2007. |
| Frederikshavn, Skagen, Sæby | Frederikshavn                           | Store partner i en øsamarbejdsaftale med Læsø. |
| Hirtshals, Hjørring, Løkken-Vrå, Sindal | Hjørring                                | |
| Brovst, Fjerritslev, Pandrup, Aabybro | Jammerbugt                              | |
| Læsø | Læsø                                    | Øsamarbejdsaftale med Frederikshavn. |
| Arden, Hadsund, Hobro, Mariager (undtagen Havndal valgdistrikt), og desuden Hvilsom Skoledistrikt (fra Aalestrup), og Hannerupgaard ejerlav (fra Nørager) | Mariagerfjord                           | Forligspartierne havde krævet en folkeafstemning i Hvilsom Skoledistrikt, og denne faldt ud til fordel for Mariagerfjord Kommune med et flertal på 60%. Det var derudover muligt, at afstemningen i Nørager Kommune kunne have haft konsekvenser, men det skete ikke. |
| Morsø | Morsø                                   | |
| Nørager, Skørping, Støvring | Rebild                                  | Opmand Thorkild Simonsen blev sendt til Nørager Kommune og anbefalede en afstemning om, hvorvidt kommunen skulle gå til Vesthimmerlands Kommune i stedet. Denne afstemning fandt sted den 19. april til fordel for Rebild Kommune. |
| Hanstholm, Sydthy, Thisted | Thisted                                 | |
| Farsø, Løgstør, Aalestrup (undtagen Hvilsom Skoledistrikt), Aars                                                                                          | Vesthimmerland                          | Forligspartierne havde krævet folkeafstemning i Hvilsom Skoledistrikt og Gedsted Skoledistrikt (begge Aalestrup Kommune); førstnævnte faldt ud til fordel for Mariager Fjord med et flertal på 60%, hvorimod sidstnævnte med et meget lille flertal pegede på Vesthimmerlands Kommune. Det var derudover muligt, at afstemningen i Nørager Kommune kunne have haft konsekvenser for Vesthimmerland. |
| Hals, Nibe, Sejlflod, Aalborg | Aalborg                                 | |

### Region Sjælland
Region Sjælland har sin forvaltning i Sorø, og består af 17 nye kommuner. Den omfatter de gamle amter Roskilde, Storstrøm og Vestsjælland.
| Region Sjælland (819.427 indbyggere)                                         | Region Sjælland (819.427 indbyggere) | Region Sjælland (819.427 indbyggere) |
| Tidligere                                                                    | Ny kommune                           | Bemærkninger |
| ---------------------------------------------------------------------------- | ------------------------------------ | --- |
| Haslev, Fakse, Rønnede                                                       | Faxe                                 | |
| Greve                                                                        | Greve                                | |
| Nykøbing Falster, Nysted, Nørre Alslev, Sakskøbing, Stubbekøbing, Sydfalster | Guldborgsund                         | Guldborgsund Kommune ligner en kandidat til titlen som én af strukturreformens mest smidige og tillidsfulde fusioner, iht. Nyhedsmagasinet Danske Kommuner i et tema fra januar 2006. Den nye kommune er en sammenlægning af de seks kommuner omkring Guldborgsund: De fire Falster-kommuner Nykøbing Falster, Nørre Alslev, Stubbekøbing og Sydfalster, og de to østlollandske kommuner Nysted og Sakskøbing. |
| Holbæk, Jernløse, Svinninge, Tornved, Tølløse                                | Holbæk                               | |
| Bjergsted, Gørlev, Hvidebæk, Høng, Kalundborg                                | Kalundborg                           | |
| Køge, Skovbo                                                                 | Køge                                 | |
| Bramsnæs, Hvalsø, Lejre                                                      | Lejre                                | |
| Holeby, Højreby, Maribo, Nakskov, Ravnsborg, Rudbjerg, Rødby                 | Lolland                              | Oprindeligt var planen at danne to kommuner: Den nye Maribo Kommune (Holeby, Højreby, Maribo, og Rødby Kommuner) og den nye Nakskov Kommune (Nakskov, Ravneborg, og Rudbjerg Kommuner), men ved en folkeafstemning den 18. maj 2005 besluttedes det at slå alle syv kommuner sammen i én (stemmeprocenterne var 51,6% for på Midtlolland og 54,9% for på Vestlolland).                                         |
| Fuglebjerg, Fladså, Holmegaard, Næstved, Suså                                | Næstved                              | |
| Dragsholm, Nykøbing-Rørvig, Trundholm                                        | Odsherred                            | |
| Ringsted                                                                     | Ringsted                             | |
| Gundsø, Ramsø, Roskilde                                                      | Roskilde                             | Der blev afholdt afstemning i Gundsø Kommune om hvorvidt man ville gå sammen med Stenløse og Ølstykke mod nord eller med Roskilde mod syd. Resultatet blev, at 60% foretrak sammenlægningen med Roskilde Kommune. |
| Hashøj, Korsør, Skælskør, Slagelse                                           | Slagelse                             | |
| Solrød                                                                       | Solrød                               | |
| Dianalund, Sorø, Stenlille                                                   | Sorø                                 | |
| Vallø, Stevns                                                                | Stevns                               | |
| Langebæk, Møn, Præstø, Vordingborg                                           | Vordingborg                          | |

### Region Syddanmark
Region Syddanmark har sin forvaltning i Vejle, og består af 22 nye kommuner. Den omfatter de gamle amter Fyn, Ribe og Sønderjylland, og sydlige dele af Vejle Amt.
| Region Syddanmark (1.194.659 indbyggere) | Region Syddanmark (1.194.659 indbyggere) | Region Syddanmark (1.194.659 indbyggere) |
| Tidligere | Ny kommune                               | Bemærkninger |
| --- | ---------------------------------------- | --- |
| Assens, Glamsbjerg, Haarby, Tommerup, Vissenbjerg, Aarup                                                                                            | Assens                                   | |
| Billund, Grindsted | Billund                                  | Opmand Thorkild Simonsen foreslog den 21. april 2005 at holde folkeafstemning i Lindeballe og Ringive Sogne (begge i den gamle Give Kommune) for at afgøre, om de skulle tilhøre Billund eller Vejle. Forligspartierne udtalte dog ved samme lejlighed, at Billund Lufthavn (der før reformen var delt 50/50 mellem Billund og Vejle) for fremtiden vil ligge helt i Billund, uanset udfaldet af folkeafstemningen. Folkeafstemingen den 23. maj gav et flertal for Vejle. |
| Bramming, Esbjerg, Ribe | Esbjerg                                  | Store partner i en øsamarbejdsaftale med Fanø. Forligspartierne krævede en folkeafstemning i Grimstrup Sogn (fra den gamle Helle Kommune, der efter planen skulle blive del af Varde), der skulle afgøre, om sognet skulle sluttes sammen med den nye Esbjerg Kommune i stedet. Afstemningen fandt sted den 12. april 2005, og faldt med 54,2% mod 44,7% ud til Vardes fordel. En del af sognet, bestående af selve Grimstrup by, fik dog med 53,5% for Esbjerg mod 44.9% for Varde lov at gå til Esbjerg. Varde-delene af Grimstrup Sogn blev sidenhen til deres eget sogn, Rousthøje, indenfor Varde. |
| Fanø | Fanø                                     | Øsamarbejdsaftale med Esbjerg, efter at 65% af kommunens borgere den 28. april 2005 stemte for fortsat selvstændighed. |
| Fredericia | Fredericia                               | |
| Broby, Faaborg, Ringe, Ryslinge, Årslev | Faaborg-Midtfyn                          | |
| Gram, Haderslev, Vojens, og desuden Bevtoft Sogn (fra Nørre-Rangstrup Kommune), Bjerning, Fjelstrup og Hjerndrup Sogne (fra Christiansfeld Kommune) | Haderslev                                | Oprindeligt krævede forligspartierne, at der skulle holdes folkeafstemning i Bjerning Sogn, Fjelstrup Sogn og Hjerndrup Sogn (alle i Christiansfeld Kommune), så opmand Thorkild Simonsen blev sendt dertil. Den 4. maj anbefalede han, at hele Christiansfeld Kommune fik mulighed for at vælge mellem de nye Haderslev og Kolding Kommuner. De øvrige sogne stemte dog for Kolding den 23. maj. |
| Kerteminde, Langeskov, Munkebo | Kerteminde                               | Denne kommune kunne også have rummet Flødstrup Sogn (fra Ullerslev Kommune), da forligspartierne krævede en folkeafstemning her, men ved afstemningen den 30. marts 2005 stemte sognet sig 315 til 303 mod Nyborg. |
| Christiansfeld (undtagen Bjerning, Fjelstrup og Hjerndrup Sogne), Kolding, Lunderskov, Vamdrup, og desuden Vester Nebel Sogn (fra Egtved Kommune)   | Kolding                                  | Forligspartierne krævede folkeafstemninger i både Vester Nebel og Øster Starup Sogne (begge fra Egtved Kommune); den 19. april 2005 stemte et flertal på 67% i Vester Nebel sig så til Kolding, hvorimod Øster Starup med et flertal på 61% valgte at gå til Vejle med resten af Egtved. Derudover krævede forligspartierne oprindeligt, at der skulle holdes folkeafstemning i Bjerning, Fjelstrup og Hjerndrup Sogne (alle i Christiansfeld Kommune), men flere sogne ønskede at komme med i Haderslev Kommune, så opmand Thorkild Simonsen blev sendt dertil. Den 4. maj anbefalede han, at hele Christiansfeld Kommune fik mulighed for at vælge mellem de nye Haderslev og Kolding Kommuner. De øvrige sogne stemte dog for Kolding den 23. maj. |
| Rudkøbing, Sydlangeland, Tranekær | Langeland                                | Øsamarbejdsaftale med Svendborg. |
| Ejby, Middelfart, Nørre Aaby | Middelfart                               | |
| Bogense, Otterup, Søndersø | Nordfyn                                  | Nordfyns Kommune var oprindeligt døbt Bogense Kommune, men ved valget til sammenlægningsudvalget fik Nordfynslisten, en lokal liste fra Otterup, to mandater. Disse ville pege på den borgmesterkandidat der var villig til at udskrive afstemning om kommunenavnet. Kommende borgmester Bent Dyssemark (V) valgte at udskrive afstemning, og valget pegede på Nordfyns Kommune. |
| Nyborg, Ullerslev, Ørbæk | Nyborg                                   | Denne kommune kunne have mistet Flødstrup Sogn (i Ullerslev Kommune), da forligspartierne krævede en folkeafstemning her, men ved afstemningen den 30. marts 2005 stemte sognet sig med 315 stemmer mod 303 til Nyborg. |
| Odense | Odense                                   | |
| Egebjerg, Gudme, Svendborg | Svendborg                                | Store partner i 2 øsamarbejdsaftaler med Langeland og Ærø. |
| Augustenborg, Broager, Gråsten, Nordborg, Sønderborg, Sundeved, Sydals                                                                              | Sønderborg                               | |
| Tønder, Bredebro, Højer, Løgumkloster, Nørre-Rangstrup (undtagen Bevtoft Sogn), Skærbæk.                                                            | Tønder                                   | Forligspartierne havde krævet en afstemning om Bevtoft Sogn, og den 12. april 2005 stemte sognet sig med 55,3% mod 43,9% til Haderslev. |
| Blaabjerg, Blåvandshuk, Helle, Varde, Ølgod | Varde                                    | Forligspartierne krævede en folkeafstemning i Grimstrup Sogn, der skulle afgøre, om sognet skulle sluttes sammen med den nye Esbjerg Kommune i stedet. Afstemningen fandt sted den 12. april 2005, og faldt med 54,2% mod 44,7% ud til Vardes fordel. En del af sognet, bestående af selve Grimstrup by, fik dog med 53,5% for Esbjerg mod 44.9% for Varde lov at gå til Esbjerg. |
| Brørup, Holsted, Rødding, Vejen | Vejen                                    | |
| Børkop, Egtved (undtagen Vester Nebel Sogn), Give, Jelling, Vejle, og desuden Grejs Sogn (fra Tørring-Uldum)                                        | Vejle                                    | Forligspartierne krævede folkeafstemninger i både Vester Nebel og Øster Starup Sogne (begge fra Egtved Kommune); den 19. april 2005 stemte et flertal på 67% i Vester Nebel sig så til Kolding, hvorimod Øster Starup med et flertal på 61% valgte at gå til Vejle med resten af Egtved. Endvidere foreslog opmand Thorkild Simonsen den 21. april 2005 at holde folkeafstemning i Lindeballe og Ringive Sogne (begge fra Give Kommune) for at afgøre, om de skulle havne i Billund eller Vejle. Forligspartierne udtalte dog ved samme lejlighed, at hele Billund Lufthavn(der før reformen var delt 50/50 mellem Billund Kommune og Vejle) for fremtiden skulle ligge helt i Billund, uanset udfaldet af folkeafstemningen. Endelig afholdtes der den 19. april 2005 folkeafstemning i Grejs Sogn i Tørring-Uldum Kommune, hvor 72% stemte for at blive del af Vejle i stedet for den nye Hedensted Kommune. Folkeafstemningen den 23. maj gav et flertal for at følge med resten af kommunen til Vejle. |
| Marstal, Ærøskøbing | Ærø                                      | Øsamarbejdsaftale med Svendborg. Sammenlægningen skete 1. januar 2006, altså 1 år før andre sammenlægninger. |
| Bov, Lundtoft, Rødekro, Tinglev, Aabenraa | Aabenraa                                 | |

## Reform af skattecentre
Forud for kommunalreformen blev den enkelte kommunes skattevæsen organiseret enkeltvis eller som frivillige aftaler mellem flere kommuner. Med kommunalreformen blev denne opgave samlet i 30 skattecentre og tre callcentre. Centrene blev placeret i følgende byer:
- Ballerup
- Billund
- Bornholm
- Esbjerg
- Fredensborg-Humlebæk
- Frederikssund
- Grenå
- Haderslev
- Herning
- Holbæk
- Horsens
- Hjørring, hvor der tillige etableres call-center
- Høje-Taastrup
- Korsør
- København
- Køge
- Maribo
- Middelfart
- Næstved
- Odense, hvor der tillige etableres call-center
- Randers
- Roskilde, hvor der tillige etableres call-center
- Skive
- Struer
- Svendborg
- Søllerød
- Thisted
- Tønder
- Aalborg
- Aarhus

## Resultater
Formålet var "at skabe et nyt Danmark, hvor en stærk og fremtidssikret offentlig sektor løser opgaverne med høj kvalitet og så tæt på borgerne som muligt." Efterfølgende meningsmålinger fra 2010 viste, at ca. 50 % af de adspurgte tilkendegav, at kommunernes service var mærkbart forringet, og at afstanden til kommunalpolitikerne var markant større.
I de første ti år efter strukturreformen nedlagdes 325 folkeskoler, eller omtrent hver femte. I 2006 var der 1.601 folkeskoler og specialskoler i Danmark, mens der i 2021 var 1.203 (heraf 1080 folkeskoler og 123 specialskoler). Der foregår ofte skolelukninger, skolesammenlægninger men også opdeling af skoler til flere selvstændige skoler. I 2021 delte Holbæk Kommune 4 selvstændige folkeskoler op, så de blev til 11 selvstændige folkeskoler.
Antallet af fuldtidsansatte i kommunerne faldt fra 424.000 i 2007 til 401.000 i 2016. Til gengæld voksede antallet af djøf'ere fra 3.781 i 2007 til 6.373 i 2014.